# Oldřišov

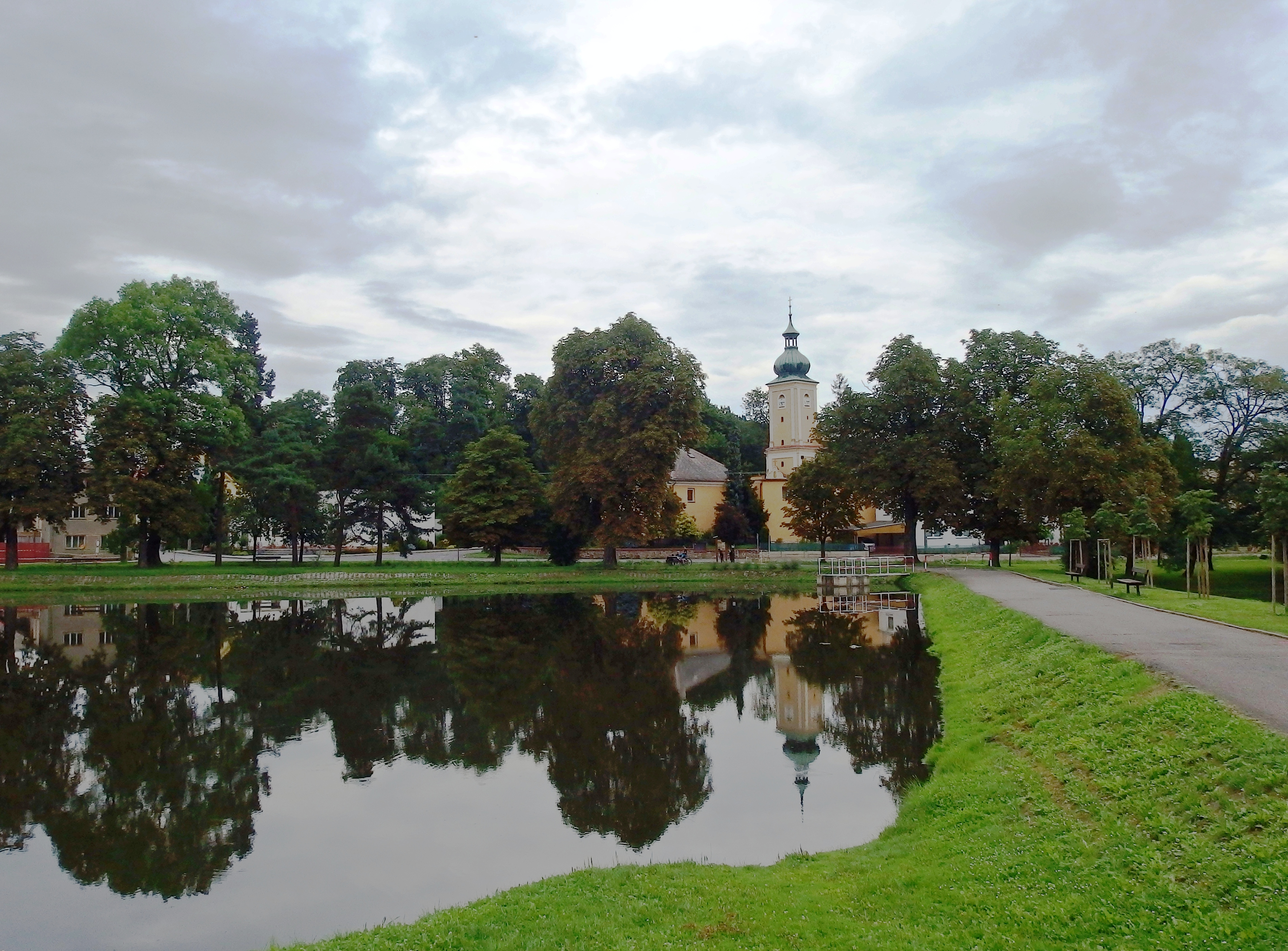
Ortszentrum

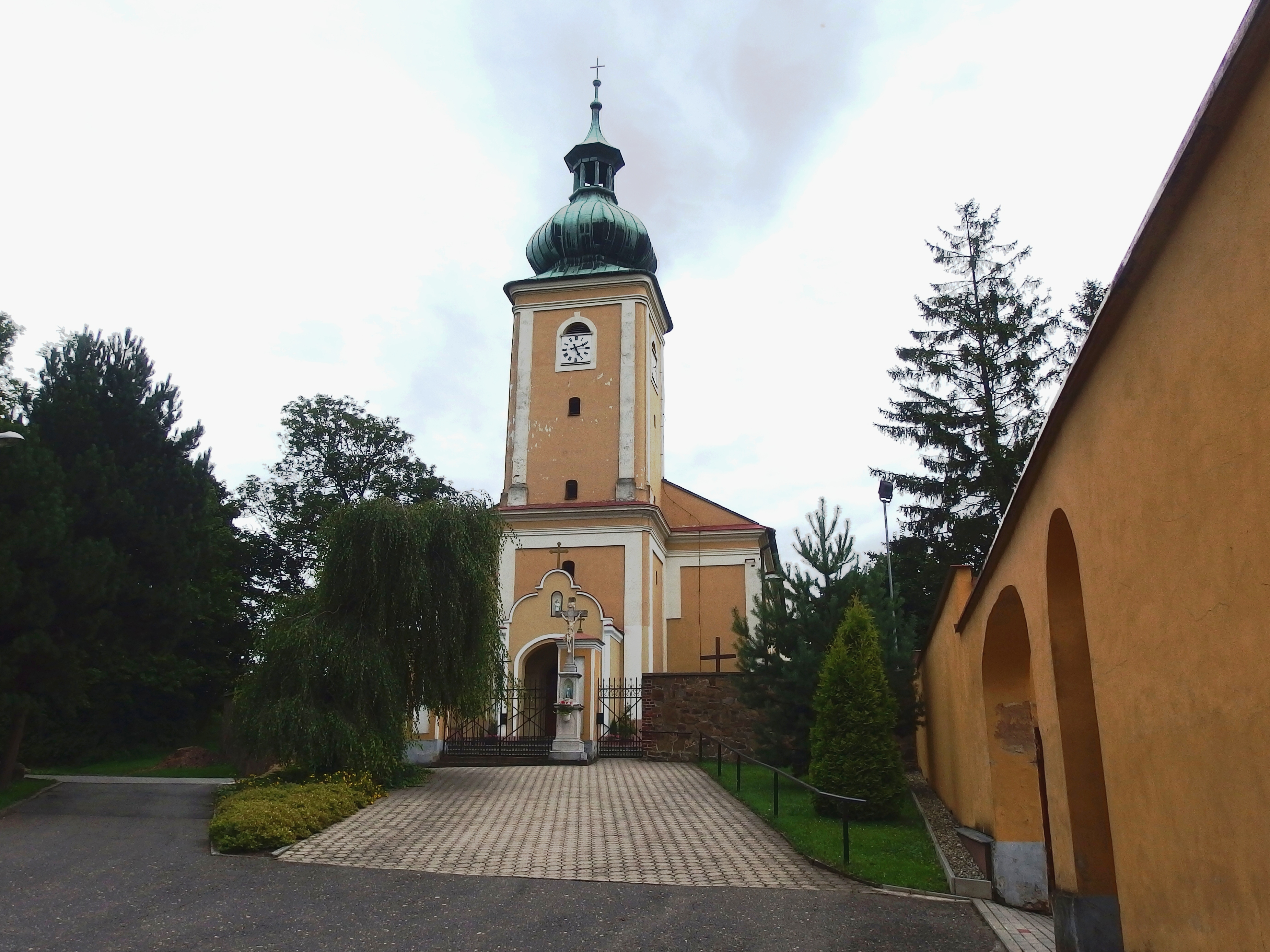
Kirche Mariä Geburt

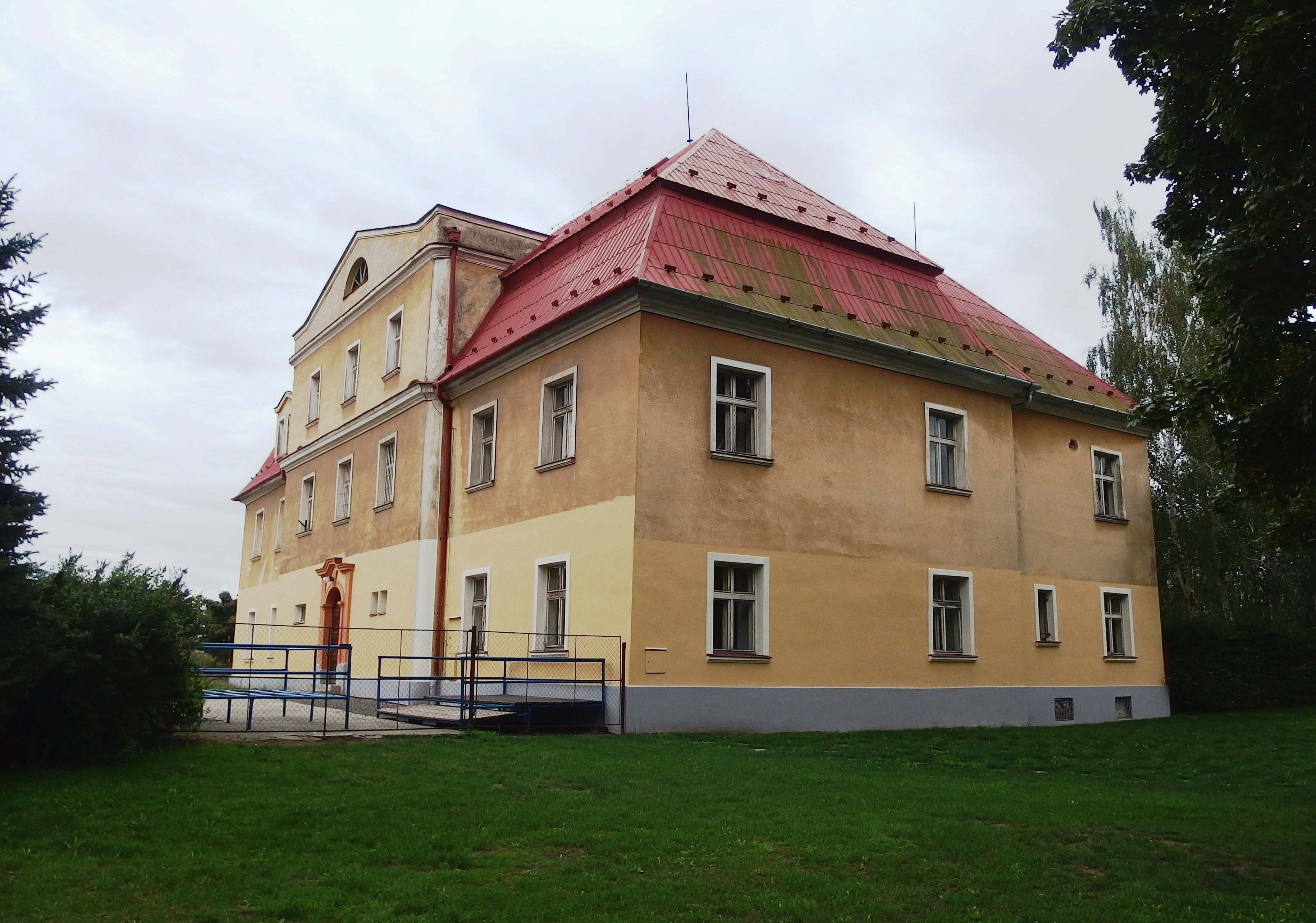
Schloss Oldřišov

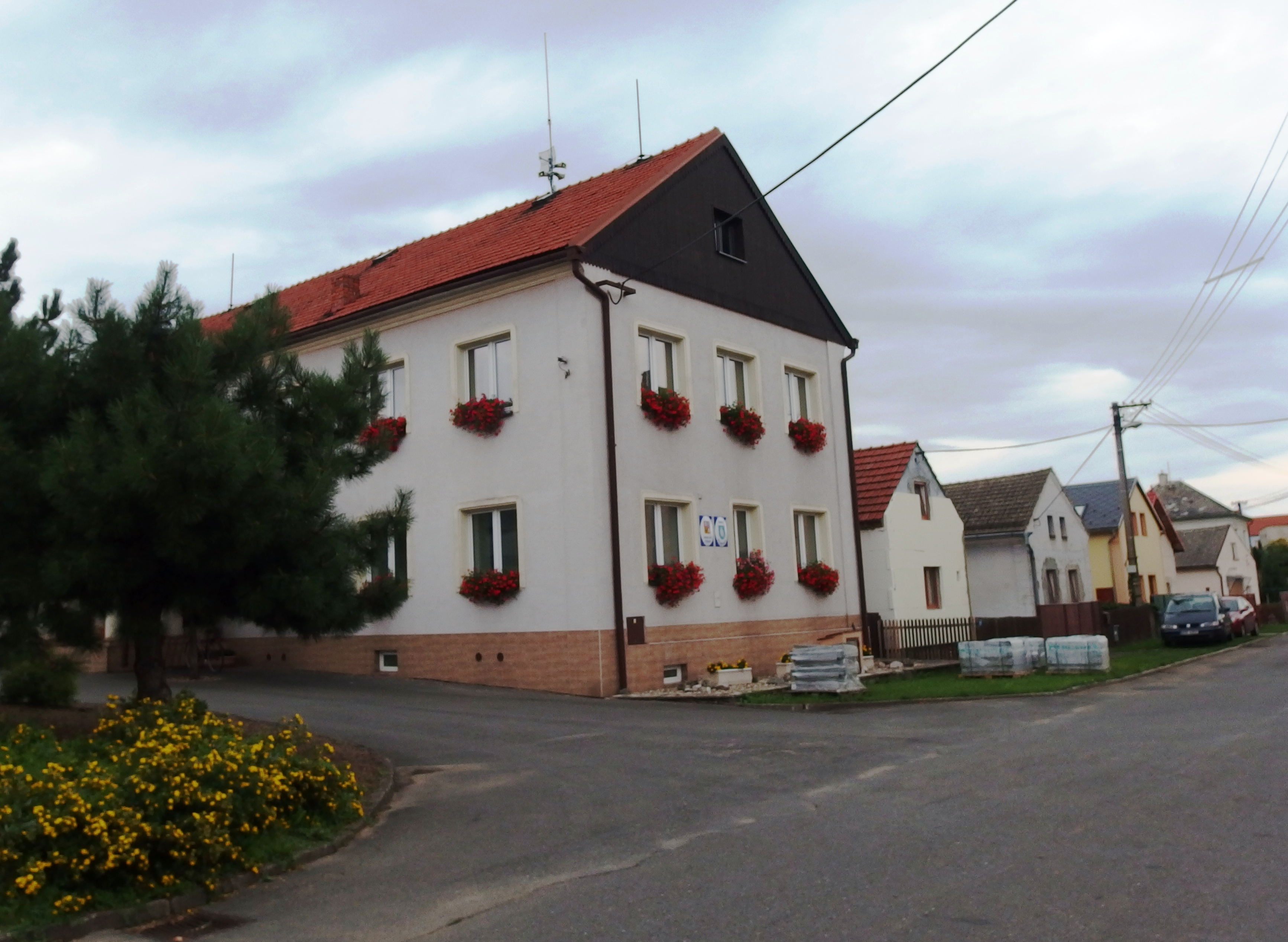
Ehemaliges Gemeindeamt

Oldřišov (deutsch Odersch, polnisch Oldrzyszów) ist eine Gemeinde im Okres Opava in Tschechien. Sie liegt sieben Kilometer nordöstlich des Stadtzentrums von Opava (Troppau) an der Landesgrenze zu Polen.

## Geographie
Das Angerdorf Oldřišov befindet sich am Oberlauf des Oldrišovský potok (Bilawoda) in der Hlučínská pahorkatina (Hultschiner Hügelland). Nördlich erheben sich der Obecník (313 m n.m.) und der Gładysz (Glatzeberg, 315 m n.p.m.), im Nordosten der Almin kopec (315 m n.m.) sowie westlich der Pólsko (Huthübel, 313 m n.p.m.). Gegen Westen und Norden verläuft die Staatsgrenze.
Nachbarorte sind Karlshof und Rozumice (Rösnitz) im Norden, Ściborzyce Wielkie (Steuberwitz) und Hněvošice (Schreibersdorf) im Nordosten, Služovice (Schlausewitz) im Osten, Bílá Bříza (Weißbirken), Svoboda (Swoboda) und Nový Dvůr (Neuhof) im Südosten, Chlebičov (Klebsch) und Pusté Jakartice (Klingebeutel) im Süden, Kateřinky (Katharein), Karlovec (Karlsau), Palhanec (Palhanetz), Vávrovice (Wawrowitz) und Wiechowice (Wehowitz) im Südwesten, Pilszcz (Piltsch) im Westen sowie Pilszcz-Osiedle und Ludmierzyce (Leimerwitz) im Nordwesten.

## Geschichte
Seit der zweiten Hälfte des 12. Jahrhunderts gehörte das Gebiet zu dem Besitzungen des Prämonstratenserklosters Hradisko. Die erste urkundliche Erwähnung von Oldrisow erfolgte 1234, als Markgraf Přemysl und der Olmützer Bischof Robert von England das Klostergut mit umfangreichen Privilegien ausstatteten. Während des Mongolensturms wurde die Gegend im Jahre 1240 verwüstet und geplündert. 1386 wurde erstmals eine Pfarrei in Oldřišov erwähnt. Während der Hussitenkriege verlor das Kloster Hradisko seinen Besitz im Troppauer Land. Im Jahre 1430 hatte sich der Hussitenhauptmann Jan Tovačovský von Cimburg des Klostergutes bemächtigt und hielt es bis 1437. Später erlangten die Prämonstratenser den Besitz zurück. In der zweiten Hälfte des 15. Jahrhunderts entstand in Oldřišov eine Propstei; 1461 ist der Propst Jakub und 1484 der Propst Hynek nachweislich. Wegen finanziellen Nöten war Oldřišov von 1513 bis 1520 an Jan Donat von Polom verpfändet. Im Jahre 1526 verkaufte der Hradisker Abt Johann Keil den im Herzogtum Troppau gelegenen Klosterbesitz mit den Dörfern Oldřišov, Služovice, Kamenec, Podvihov, Budišovice, Hlubočec, Kyjovice, Těškovice und Pustá Polom an Ulrich Christoph Tworkowsky von Krawarn, der in Oldřišov eine Feste errichtete. 1542 veräußerte er die Güter Oldřišov, Služovice und Hlubočec an Johann von Unruh. Im Jahre 1548 sind die Brüder Andreas, Wenzel, Jakob und Nikolaus Unruh von Hermsdorf als Besitzer dieser Güter nachweislich. Ersterer verkaufte 1553 das Städtchen Oldřišov sowie die Dörfer Služovice und Hlubočec für 6300 Gulden an Jindřich von Drahotuš. Dessen Brüder, Beneš, Albrecht und Jan von Drahotuš veräußerten die Herrschaft Oldřišov 1560 an Wenzel von Reiswitz und Kaderžin (Václav Rejzvic z Kadeřína), der sie zwei Jahre später dem Latzek Hojer von Füllstein (Lacek Ojíř z Fulštejna) überschrieb. Nach Latzeks Tod im Jahre 1566 fiel die Herrschaft seinen Schwestern Anna und Mandalena zu. Zwischen 1567 und 1573 verkauften die verschuldeten Geschwister Oldřišov mit allem Zubehör an Mandalenas Ehemann Georg Bernhard Tworkowsky von Krawarn, der noch bis 1583 als Besitzer der Herrschaft nachweisbar ist. Georg Bernhard Tworkowsky erwarb in dieser Zeit noch einige Untertanengüter in Thröm und Hratschein; gegen die von ihm erzwungene Erhöhung der Robot klagten die Untertanen erfolgreich vor dem Landesgericht. Im Jahre 1588 gehörte die Herrschaft Oldřišov Tworkowskys Schwiegersohn Wenzel Haugwitz von Biskupitz. Nach dessen Tod veräußerten die Vormünder seiner Kinder 1590 die Feste Oldřišov mit dem Städtchen Oldřišov, dem Dorf Služovice und dem wüsten Dorf Freihuby an den Hauptmann der Herrschaft Strehlen, Heinrich Schönitz von Rudelsdorf. Von diesem erwarben 1592 Adam Odersky von Liderau (Adam Oderský z Lidéřova) und dessen Frau Barbara, geb. von Herberstein das Gut Oldřišov. Im Zuge der Niederschlagung der Troppauer Rebellion wurden 1607 auch die Besitzer des Gutes Oldřišov, die Familie des Protestanten Adam Odersky vertrieben. Neue Grundherren wurden 1608 Friedrich Sedlnitzky und dessen Frau Katharina, geb. Stosch von Kaunitz.
Sedlnitzky erhob von den Untertanen unverhältnismäßige Robotdienste und ging gegen Ungehorsam mit Gefängnisstrafen vor. 1609 erbten seine Söhne Christoph und Bohuslaw das Gut Oldřišov. Wegen Überschuldung verkauften sie 1612 das Städtchen Oldřišov mit der Feste und dem Hof sowie das Dorf und den Hof Služovice an Karl von Danwitz auf Johnsdorf. Die Gemeinden Oldřišov und Služovice klagten zunächst gegen die Herren Sedlnitzky; nachdem von Danwitz die Untertanen gleichermaßen auszubeuten versuchte, setzten die Gemeinden ihre Klage fort, bis dieser zwei Jahre später Oldřišov verließ und das Gut für 22.000 Gulden dem Protestanten Friedrich von Tschammer und seiner Frau Susanne, geb. von Adelsbach auf Nikelsdorf veräußerte. Friedrich von Tschammer, der sich am Ständeaufstand und dem dänischen Einfall in Schlesien beteiligt hatte, wurde 1627 ermordet. Sein auf 13.000 Taler taxierter Besitz wurde konfisziert. Später erhielt die Witwe Susanne von Tschammer, die 1631 in zweiter Ehe Georg Wraninsky von Wranin geheiratet hatte, das Gut Oldřišov zurück. Im Jahre 1640 war Anna von Wilczek, geborene Wraninska, Besitzerin des Gutes, sie wirtschaftete das Gut herunter. Die Pfarrei erlosch während des Dreißigjährigen Krieges, Odersch sank zum Dorf herab und wurde nach Köberwitz eingepfarrt. Nach dem Ende des Krieges wurde das gänzlich ruinierte Gut 1659 für 8000 Rheinischer Gulden an Georg Stephan von Würben verpfändet, der Nikolaus Christoph Ivary zum Verwalter bestellte und diesem das Gut schließlich überließ. 1670 wurde in Odersch wieder eine Pfarrei eingerichtet und die neue Kirche geweiht. Die vakante Pfarrei Schreibersdorf wurde 1677 als Kommendat dem Oderscher Pfarrer übertragen und die sonntägliche Messe abwechselnd in Odersch und Schreibersdorf abgehalten. Im Jahre 1680 übertrug Nikolaus Christoph Ivary das Gut seiner Tochter Anna Alena, die zunächst mit einem Grafen Praschma von Bekow, später mit einem Freiherrn Odersky von Liderau verheiratet war. Johann Karl von Würben kaufte das Gut Odersch 1689 zurück und überschrieb es seiner Frau Juliane Polexine, geborene von Gond, die 1707 in zweiter Ehe Johann Rudolf Gaschinsky von Gaschin heiratete. Im Jahre 1714 vererbte Gaschinsky den Besitz seinem Bruder Georg Adam. Nachfolgender Besitzer war ab 1719 dessen Sohn Johann Josef Gaschinsky von Gaschin. 
1725 wurde in Odersch ein neues Pfarrhaus errichtet, wobei die Schreibersdorfer Kirchgemeinde ihre Beteiligung verweigerte. Die Streitigkeit führte dazu, dass der Oderscher Pfarrer fortan nur noch an jedem dritten Sonntag nach Schreibersdorf kam, um die Messe zu halten und die Schreibersdorfer Kirche seit dieser Zeit nicht mehr als Pfarrkirche, sondern als Tochterkirche angesehen wurde. Johann Josef Gaschinsky veräußerte das Gut Odersch 1727 an Leopold Rudolf von Poppen. Diesen beerbte 1733 sein Sohn Josef Adam, der drei minderjährige Töchter hinterließ. Deren Ansprüche wurden bis 1745 durch Vormünder vertreten.
Nach dem Ersten Schlesischen Krieg fiel Odersch 1742 wie fast ganz Schlesien an Preußen. 1743 wurde das Dorf dem neugebildeten Kreis Leobschütz zugeordnet. Karoline von Poppen überschrieb das Gut 1748 ihrem Mann Wilhelm Graf Geßler. Dessen Sohn Karl Friedrich Graf Geßler veräußerte das Gut Odersch 1795 für 224.000 Taler an Johann Nepomuk Wilczek von Gutenland, der im gleichen Jahr auch das Gut Wrbkau erwarb und mit Odersch vereinigte. Er überschrieb das Gut 1799 seinem Schwager Ernst Joachim von Strachwitz auf Polnisch-Krawarn, der 1826 von seinem Sohn Johann beerbt wurde. Im Zuge der Kreisreform vom 1. Januar 1818 wurde Oders dem Kreis Ratibor zugewiesen.
1830 standen in Odersch bzw. Oderśow 112 Häuser, eine katholische Kirche und ein herrschaftliches Schloss; der Ort hatte 704 Einwohner, darunter jeweils sieben Protestanten und Juden. Im Ort gab es einen Kretscham, der Krug bzw. Obetznik genannt wurde. Abseits lagen zwei Vorwerke Ernsthof und Freihuben. Johann von Strachwitz verkaufte das Gut 1835 an Eduard von Lichnowsky. Dieser veräußerte es 1839 an Arnold und Franz Xaver Lejeune. Im Jahre 1845 bestand Odersch bzw. Oderzów aus 184 Häusern, der Pfarrkirche, dem Schlossvorwerk sowie den Vorwerken Ernsthof und Freihuben. In dem Dorf mit 1055 Einwohnern (darunter vier Protestanten und neun Juden) gab es eine katholische Schule. Odersch war Pfarr- und Schulort für Schlausewitz, verbunden waren eine Tochterkirche und -schule in Schreibersdorf. Besitzer der Gutsherrschaft war der Bankier Johann Jacob Lejeune aus Verviers. Die Herrschaft Odersch umfasste die Dörfer Odersch, Klebsch, Rösnitz, Schlausewitz, Schreibersdorf, Steuberwitz und Wrbkau (mit Weisbirke).
Im Jahre 1864 gliederte sich das an der Straße von Troppau nach Katscher gelegene Kirchdorf Odersch in die Gemeinde und das Rittergut. Die Gemeinde bestand aus 35 Bauernhöfen, 30 Gärtnern und 90 Häuslerstellen. In der Pfarrkirche wurde in mährisch und deutsch gepredigt. Zum Rittergut einschließlich der Vorwerke Ernsthof und Freihuben gehörten u. a. 2800 Morgen Wald, 2766 Morgen Ackerland und 166 Morgen Wiesen. 1869 bestand Odersch aus 181 Häusern und hatte 1174 Einwohner. Im Mai 1874 wurde aus den Landgemeinden Klebsch, Odersch, Schlausewitz, Schreibersdorf und Wrbkau sowie den Gutsbezirken Odersch, Schlausewitz, Schreibersdorf und Wrbkau der Amtsbezirk Odersch gebildet. Im Jahre 1900 hatte Odersch 1441 Einwohner, 1910 waren es 1428. Die Landgemeinde Klebsch wurde 1908 dem Amtsbezirk Groß Hoschütz zugeordnet.
Aufgrund des Versailler Vertrages von 1919 wurde Odersch am 4. Februar 1920 als Teil des Hultschiner Ländchens der Tschechoslowakei zugeschlagen. Die Familie Lejeune hielt das Rittergut bis 1920. Beim Zensus von 1921 lebten in den 213 Häusern der Gemeinde Oldřišov/Odersch 1378 Personen, darunter 1162 Tschechen und 182 Deutsche. Im Zuge der Bodenreform von 1923 wurde das nunmehr dem Unternehmer Max Pinkus gehörige Gut Oldřišov von 1709 ha auf 700 ha verkleinert und in die Restgüter Arnoštov, Frajhuby, Nový dvůr und Oldřišov aufgesplittet. Die Höfe Služovice und Vrbka wurden vollständig parzelliert. Von den Pinkus´schen Gütern Oldřišov, Vrbka und Kravaře wurden 877 ha Land an Kleinerwerber und 131 ha an die drei Gemeinden veräußert. Die Brennerei Oldřišov wurde von einer Genossenschaft erworben. Im Jahre 1930 lebten in den 240 Häusern von Oldřišov/Odersch 1328 Personen; die Gemarkung umfasste eine Fläche von 1577 ha.
Nach dem Münchener Abkommen wurde Odersch am 8. Oktober 1938 zusammen mit dem Hultschiner Ländchen vom Deutschen Reich besetzt. Die Gemeinde gehörte nunmehr zum Landkreis Hultschin, der 1939 dem Landkreis Ratibor in der preußischen Provinz Oberschlesien eingegliedert wurde. Am 17. Januar 1939 wurde der Amtsbezirk Odersch aus den Gemeinden Odersch, Schlausewitz, Schreibersdorf und Weidental wiedererrichtet. Die vorgesehene Umbenennung in Ulrichsau wurde nicht mehr wirksam.
Nach dem Ende des Zweiten Weltkriegs 1945 kam Oldřišov wieder an die Tschechoslowakei zurück. Im Jahre 1950 bestand Oldřišov aus 245 Häusern und hatte 1199 Einwohner. Im Zuge der Gebietsreform von 1960 wurde der Okres Hlučín aufgehoben und die Gemeinde dem Okres Opava zugeordnet. 1970 lebten in den 252 Häusern von Oldřišov 1247 Personen. 1991 lebten in den 327 Häusern der Gemeinde 1238 Menschen. Im Jahre 2008 wurde westlich des Dorfes ein Grenzübergang für Radfahrer und Fußgänger nach Pilszcz eröffnet. Beim Zensus von 2011 hatte die Gemeinde Oldřišov 1311 Einwohner und bestand aus 356 Wohnhäusern.

## Gemeindegliederung
Für die Gemeinde Oldřišov sind keine Ortsteile ausgewiesen. Grundsiedlungseinheiten sind Arnoštov (Ernsthof) und Oldřišov (Odersch). Auf der Gemarkung Oldřišov liegt die Wüstung Frajhuby (Freihuben).
Das Gemeindegebiet bildet einen Katastralbezirk.

## Sehenswürdigkeiten
- Das Schloss Odersch war ursprünglich ein Kastell. Es wurde vor 1550 von Ulrich Christoph Tworkowsky von Krawarn errichtet und nach dem Dreißigjährigen Krieg von Georg Stephan von Würben zu einem kleinen Barockschloss umgebaut. Anfang des 19. Jahrhunderts wurde ein Landschaftspark angelegt. Seit 1958 diente es staatlichen Zwecken; heute ist es Sitz der Gemeindeverwaltung.[12]
- Pfarrkirche Mariä Geburt, errichtet 1670
- Kapelle vor dem Haus Svobody 144
- Wegkapelle des hl. Antonius, südwestlich des Dorfes
- Urweltmammutbaum, er hat eine Höhe von 17 m und ist seit 2009 als Baumdenkmal geschützt

## Söhne und Töchter der Gemeinde
- Barbora Malíková (* 2001), Sprinterin; wuchs in Oldřišov auf